# فرانسوا بوشارد
فرانسوا بوشارد هو لاعب هوكي جليد كندي، ولد في 26 أبريل 1988 في شيربروك في كندا.

## وصلات خارجية
- فرانسوا بوشارد على موقع دوري الهوكي الوطني (الإنجليزية)
- فرانسوا بوشارد على موقع EliteProspects.com (الإنجليزية)
- فرانسوا بوشارد على موقع HockeyDB.com (الإنجليزية)